# Cryphia iranica
Cryphia iranica är en fjärilsart som beskrevs av Brandt 1941. Cryphia iranica ingår i släktet Cryphia och familjen nattflyn. Inga underarter finns listade i Catalogue of Life.